# AC-130 Spectre
AC-130 Spectre (укр. «Спектр») — американський ганшип на основі транспортного літака C-130 фірми Lockheed. Установку озброєння та додаткового обладнання здійснювала фірма Боїнг. Брав активну участь у В'єтнамській війні.
У загалом було розроблено 99 модифікацій АС-130, які відрізнялися набором артилерійсько-кулеметного озброєння і радіотехнічних засобів.

## Опис
Екіпаж літака АС-130 включає п'ять офіцерів (два пілоти, штурман, оператор бортових систем артозброєння й оператор систем РЕБ) і вісім рядових (бортінженер, оператор ТБ-камер, оператор ІЧ-апаратури, заряджаючий і чотири стрільці).
Літак призначений для вирішення наступних завдань:
- безпосередня авіаційна підтримка військ;
- патрулювання і порушення комунікацій противника;
- завдавання ударів по заздалегідь виявлених об'єктах противника або ж по об'єктах, цілевказування по яких надходить під час патрулювання (знаходження у повітрі);
- забезпечення оборони своїх баз і важливих об'єктів.

## Бойове застосування
- Вперше концепція «літаючої артилерійської батареї» була застосована під час В'єтнамської війни. АС-130, озброєні артилерією, з великим успіхом застосовувалися для атак транспортних колон В'єтконга на т. зв. «стежці Хо Ші Міна».

- Застосовувався під час Війни в Затоці з Іраком (1991)

## Варіанти
- AC-130A Spectre[1] (Project Gunship II, Surprise Package, Pave Pronto) 
Переведений в резерв ВВС в 1975 році, був знятий з виробництва у 1995 році.
- AC-130E Spectre (Pave Spectre, Pave Aegis)
- AC-130H Spectre[1]
- AC-130U Spooky[1]
- AC-130J Ghostrider 
Перший випробувальний політ відбувся 31 січня 2014 року.
- AC-130W Stinger II (MC-130W Dragon Spear)

## Оператори
Нині на озброєнні Командування спеціальних операцій ВПС США знаходиться:
- 8 літаків AC-130H (англ. Spectre — 'привид') — вартість одного $132,4 млн.
- 13 літаків AC-130U (англ. Spooky — 'страшний, жахливий') — вартість одного $190 млн. (2002 р.)